# Ciclismo ai Giochi della XXX Olimpiade - Corsa in linea maschile
La Corsa in linea maschile dei Giochi della XXX Olimpiade fu corsa il 28 luglio a Londra, nel Regno Unito, per un percorso totale di 250 km. Fu vinta dal kazako Aleksandr Vinokurov, che terminò la gara in 5h45'57". L'argento andò al colombiano Rigoberto Urán, mentre il bronzo al norvegese Alexander Kristoff.

## Avvenimenti
Alla gara presero parte 145 atleti.
La gara fu a lungo controllata dalla squadra britannica, che schierava il primo e il secondo classificato al Tour de France 2012 (Bradley Wiggins e Chris Froome), nonché il campione del mondo e grande favorito della vigilia Mark Cavendish.
La caratteristica della gara olimpica di poter schierare solo cinque corridori in squadra non permise però al team padrone di casa di portare avanti la propria strategia, principalmente a causa della volontà delle altre nazionali di non arrivare sul traguardo allo sprint di gruppo. In particolare l'Italia, che contava quattro uomini su cinque nella fuga buona (andata in porto grazie ai continui attacchi di Vincenzo Nibali), e la Svizzera, che contava su Fabian Cancellara (caduto in curva mentre era in testa a tirare) e sullo sprinter Michael Albasini, si contraddistinsero per una strategia di gara volta a evitare lo sprint.
A 5 chilometri dall'arrivo si concretizzò l'attacco buono, con Urán che scattò e fu immediatamente seguito da Vinokurov: ai meno 500m il colombiano si volta per controllare il vantaggio sul gruppo dietro, ma il kazako ne approfitta per lanciare lo sprint, battendo nettamente lo scalatore sudamericano.

## Ordine d'arrivo
Nota: DNF ritirato, DNS non partito, FT fuori tempo massimo, DSQ squalificato
| Pos. | Corridore            | Squadra       | Tempo    |
| ---- | -------------------- | ------------- | -------- |
| 1    | Aleksandr Vinokurov  | Kazakistan    | 5h45'57" |
| 2    | Rigoberto Urán       | Colombia      | s.t.     |
| 3    | Alexander Kristoff   | Norvegia      | a 8"     |
| 4    | Taylor Phinney       | Stati Uniti   | s.t.     |
| 5    | Sergej Lagutin       | Uzbekistan    | s.t.     |
| 6    | Stuart O'Grady       | Australia     | s.t.     |
| 7    | Jürgen Roelandts     | Belgio        | s.t.     |
| 8    | Grégory Rast         | Svizzera      | s.t.     |
| 9    | Luca Paolini         | Italia        | s.t.     |
| 10   | Jack Bauer           | Nuova Zelanda | s.t.     |
| 11   | Lars Boom            | Paesi Bassi   | s.t.     |
| 12   | Jakob Fuglsang       | Danimarca     | s.t.     |
| 13   | Rui Costa            | Portogallo    | s.t.     |
| 14   | Luis León Sánchez    | Spagna        | s.t.     |
| 15   | Roman Kreuziger      | Rep. Ceca     | s.t.     |
| 16   | Sergio Henao         | Colombia      | s.t.     |
| 17   | Andrij Hrivko        | Ucraina       | s.t.     |
| 18   | Alejandro Valverde   | Spagna        | s.t.     |
| 19   | Philippe Gilbert     | Belgio        | s.t.     |
| 20   | Sylvain Chavanel     | Francia       | s.t.     |
| 21   | Janez Brajkovič      | Slovenia      | s.t.     |
| 22   | Fumiyuki Beppu       | Giappone      | s.t.     |
| 23   | Robert Gesink        | Paesi Bassi   | s.t.     |
| 24   | Aleksandr Kolobnev   | Russia        | s.t.     |
| 25   | Lars Petter Nordhaug | Norvegia      | s.t.     |
| 26   | Jonathan Castroviejo | Spagna        | a 16"    |
| 27   | André Greipel        | Germania      | a 40"    |
| 28   | Tom Boonen           | Belgio        | s.t.     |
| 29   | Mark Cavendish       | Gran Bretagna | s.t.     |
| 30   | Arnaud Démare        | Francia       | s.t.     |
| 31   | Francisco Ventoso    | Spagna        | s.t.     |
| 32   | Murilo Fischer       | Brasile       | s.t.     |
| 33   | Tyler Farrar         | Stati Uniti   | s.t.     |
| 34   | Peter Sagan          | Slovacchia    | s.t.     |
| 35   | Andrey Amador        | Costa Rica    | s.t.     |
| 36   | Bernhard Eisel       | Austria       | s.t.     |
| 37   | Wong Kam Po          | Hong Kong     | s.t.     |
| 38   | Elia Viviani         | Italia        | s.t.     |
| 39   | Héctor Zamarrón      | Messico       | s.t.     |
| 40   | Daryl Impey          | Sud Africa    | s.t.     |
| 41   | Radoslav Rogina      | Croazia       | s.t.     |
| 42   | Matti Breschel       | Danimarca     | s.t.     |
| 43   | Asan Bazaev          | Kazakistan    | s.t.     |
| 44   | José Joaquín Rojas   | Spagna        | s.t.     |
| 45   | Miguel Ubeto         | Venezuela     | s.t.     |
| 46   | Borut Božič          | Slovenia      | s.t.     |
| 47   | R. Navardauskas      | Lituania      | s.t.     |
| 48   | Yukiya Arashiro      | Giappone      | s.t.     |
| 49   | Manuel Cardoso       | Portogallo    | s.t.     |
| 50   | Rene Mandri          | Estonia       | s.t.     |
| 51   | Jackson Rodríguez    | Venezuela     | s.t.     |
| 52   | Vladimir Isajčev     | Russia        | s.t.     |
| 53   | Jaŭhen Hutarovič     | Bielorussia   | s.t.     |
| 54   | Ivan Stević          | Serbia        | s.t.     |
| 55   | David McCann         | Irlanda       | s.t.     |
| 56   | Aleksejs Saramotins  | Lettonia      | s.t.     |
| 57   | Martin Elmiger       | Svizzera      | s.t.     |
| 58   | Nicki Sørensen       | Danimarca     | s.t.     |
| 59   | Gediminas Bagdonas   | Lituania      | s.t.     |
| 60   | Michał Kwiatkowski   | Polonia       | s.t.     |
| 61   | Danail Petrov        | Bulgaria      | s.t.     |
| 62   | Adil Jelloul         | Marocco       | s.t.     |
| 63   | Ryder Hesjedal       | Canada        | s.t.     |
| 64   | Laurent Didier       | Lussemburgo   | s.t.     |
| 65   | Jussi Veikkanen      | Finlandia     | s.t.     |
| 66   | Dmytro Krivcov       | Ucraina       | s.t.     |
| 67   | Arnold Alcolea       | Cuba          | s.t.     |
| 68   | Kristijan Đurasek    | Croazia       | s.t.     |
| 69   | Nelson Oliveira      | Portogallo    | s.t.     |
| 70   | Tomás Gil            | Venezuela     | s.t.     |
| 71   | Lars Bak             | Danimarca     | s.t.     |
| 72   | Gonzalo Garrido      | Cile          | s.t.     |
| 73   | Daniel Teklehaimanot | Eritrea       | s.t.     |
| 74   | Sebastian Langeveld  | Paesi Bassi   | s.t.     |
| 75   | Jan Bárta            | Rep. Ceca     | s.t.     |
| 76   | Gustav Larsson       | Svezia        | s.t.     |
| 77   | Vegard Stake Laengen | Norvegia      | s.t.     |
| 78   | Branislaŭ Samojlaŭ   | Bielorussia   | s.t.     |
| 79   | Grega Bole           | Slovenia      | s.t.     |
| 80   | Cadel Evans          | Australia     | s.t.     |
| 81   | Daniel Schorn        | Austria       | s.t.     |
| 82   | Niki Terpstra        | Paesi Bassi   | s.t.     |
| 83   | Simon Gerrans        | Australia     | s.t.     |
| 84   | Maciej Bodnar        | Polonia       | s.t.     |
| 85   | Matthew Goss         | Australia     | s.t.     |
| 86   | Tony Gallopin        | Francia       | s.t.     |
| 87   | Michael Schär        | Svizzera      | s.t.     |
| 88   | Timothy Duggan       | Stati Uniti   | s.t.     |
| 89   | Nicolas Roche        | Irlanda       | s.t.     |
| 90   | Daniel Martin        | Irlanda       | s.t.     |
| 91   | Michael Rogers       | Australia     | s.t.     |
| 92   | Greg Van Avermaet    | Belgio        | s.t.     |
| 93   | Chris Horner         | Stati Uniti   | a 49"    |
| 94   | Ian Stannard         | Gran Bretagna | a 50"    |
| 95   | Bert Grabsch         | Germania      | s.t.     |
| 96   | Michael Albasini     | Svizzera      | s.t.     |
| 97   | Lieuwe Westra        | Paesi Bassi   | s.t.     |
| 98   | Denis Men'šov        | Russia        | a 54"    |
| 99   | Sacha Modolo         | Italia        | s.t.     |
| 100  | Stijn Vandenbergh    | Belgio        | s.t.     |
| 101  | Vincenzo Nibali      | Italia        | a 56"    |
| 102  | Marcel Sieberg       | Germania      | a 1'11"  |
| 103  | Bradley Wiggins      | Gran Bretagna | a 1'17"  |
| 104  | Tejay van Garderen   | Stati Uniti   | a 1'31"  |
| 105  | John Degenkolb       | Germania      | a 2'52"  |
| 106  | Fabian Cancellara    | Svizzera      | a 5'43"  |
| 107  | Marco Pinotti        | Italia        | a 8'07"  |
| 108  | David Millar         | Gran Bretagna | a 9'19"  |
| 109  | Chris Froome         | Gran Bretagna | a 12'27" |
| 110  | Ioannis Tamouridis   | Grecia        | s.t.     |
| FT   | Maximiliano Richeze  | Argentina     | a 18'03" |
| FT   | Ahmet Akdylek        | Turchia       | a 21'46" |
| FT   | Gabor Kasa           | Serbia        | s.t.     |
| FT   | Mahdi Sohrabi        | Iran          | s.t.     |
| FT   | Byron Guamá          | Ecuador       | s.t.     |
| DNF  | Alireza Haghi        | Iran          | -        |
| DNF  | Gregory Panizo       | Brasile       | -        |
| DNF  | Edvald Boasson Hagen | Norvegia      | -        |
| DNF  | Azzadine Lagab       | Algeria       | -        |
| DNF  | Spas Gyurov          | Bulgaria      | -        |
| DNF  | Adiq Othman          | Malaysia      | -        |
| DNF  | Mirac Kal            | Turchia       | -        |
| DNF  | Kemal Küçükbay       | Turchia       | -        |
| DNF  | Muradjan Halmuratov  | Uzbekistan    | -        |
| DNF  | Magno Prado Nazaret  | Brasile       | -        |
| DNF  | Tony Martin          | Germania      | -        |
| DNF  | Krisztián Lovassy    | Ungheria      | -        |
| DNF  | Amir Rusli           | Malaysia      | -        |
| DNF  | Oleg Berdos          | Moldavia      | -        |
| DNF  | Michał Gołaś         | Polonia       | -        |
| DNF  | Andrei Nechita       | Romania       | -        |
| DNF  | Vasil' Kiryenka      | Bielorussia   | -        |
| DNF  | Greg Henderson       | Nuova Zelanda | -        |
| DNF  | Giorgi Nadiradze     | Georgia       | -        |
| DNF  | Park Seong-Baek      | Korea del Sud | -        |
| DNF  | Soufiane Haddi       | Marocco       | -        |
| DNF  | Manuel Rodas Ochoa   | Guatemala     | -        |
| DNF  | Dan Craven           | Namibia       | -        |
| DNF  | Mouhcine Lahsaini    | Marocco       | -        |
| DNF  | Omar Hasanin         | Siria         | -        |
| DNF  | Jorge Soto           | Uruguay       | -        |
| DNF  | Fabio Duarte         | Colombia      | -        |
| DNF  | Mickaël Bourgain     | Francia       | -        |
| DNF  | Amir Zargari         | Iran          | -        |